# Draw Something
 (4 juillet 2015).
Draw Something est une application mobile développée par la société new-yorkaise OMGPop, filiale de l'américain Zynga. Jeu de dessin de type Pictionary porté sur plateforme mobile, l'application fait s'affronter deux joueurs, qui à tour de rôle doivent faire deviner un mot à leur adversaire en le dessinant sur l'écran, ceci en un temps donné.
Le jeu, populaire durant l'année 2012, est arrivé régulièrement en tête des applications iOS téléchargées sur l'Apple Store dans plusieurs pays. La production d'un pilote de jeu télévisé, basé sur le principe de l'application, a été signé entre la société Zynga et le réseau de télévision américain CBS.
Une suite, s'appelant Draw Something 2, est sortie à la fin avril 2013 toujours créée par Zynga, de nouvelles possibilités (comme de nouvelles couleurs, textures, mots ou modes de jeu) ont fait leur apparition.